# Аббатство Сесто-аль-Регена
Аббатство Санта-Мария в Сесто-аль-Регена (итал. Abbazia di Santa Maria in Silvis) — католический монастырь на территории коммуны Сесто-аль-Регена (Фриули — Венеция-Джулия); было основано в 730—735 годах тремя сыновьями лангобардского герцога Фриуля Петра; с 762 года монастырь управлялся бенедиктинским монахам из аббатства Нонантола. Аббатство в Сесто было разрушено в 899 году, в ходе венгерского завоевания региона — было возрождено в X веке.

## История и описание
Аббатство Санта-Мария в Сесто-аль-Регена было основано в период с 730 по 735 год тремя братьями — Эрфо, Анто и Марко — являвшимися сыновьями лангобардского герцога Фриуля Петра. В 762 году в новую обитель прибыли монахи-бенедиктинцы из аббатства Нонантола (Abbazia di Nonantola). Несмотря на падение Ломбардского королевства в 774 году и восстание, которое произошло в герцогстве Фриули два года спустя, аббатство сохранилось и увеличило свои владения. В 781 году король франков и лангобардов Карл Великий предоставил аббату Беато (Beato) документы, подтверждавшие право собственности на земли и освободил аббатство от любого политического, судебного или финансового вмешательства со стороны светских властей.
Аббатство в Сесто было разрушено в 899 году, в ходе венгерского завоевания региона — но было возрождено в X веке. В 967 году император Священной Римской империи Оттон I Великий подарил аббатство патриарху Аквилеи Родоальдо (Rodoaldo).